# La Mémoire des anges
Pour plus de détails, voir Fiche technique et Distribution.
La Mémoire des anges est un film collage québécois du réalisateur Luc Bourdon qui est sorti en salle en novembre 2008. Le film est produit par l'Office national du film du Canada.

## Synopsis
À la fois documentaire, poème et essai, La Mémoire des anges de Luc Bourdon est un film de collage constitué d’un assemblage d’extraits de 120 films produits par l’Office national du film du Canada couvrant les années 1940, 1950 et le début des années 1960. L’auteur y revisite l’histoire de Montréal, avec ses grandes figures, ses lieux emblématiques et ses résidents.
On y retrouve, toujours par l'entremise de montages de films d'archives, plusieurs comédiens, chanteurs et musiciens : Geneviève Bujold, Félix Leclerc,  Oscar Peterson, Monique Mercure, Charles Trenet, Dominique Michel, Tex Lecor, Willie Lamothe, Paul Anka, Charles Denner et Igor Stravinsky. On y entend aussi Raymond Lévesque, Jean Drapeau et René Lecavalier.

## Fiche technique
- Titre : La Mémoire des anges
- Réalisation : Luc Bourdon
- Montage : Michel Giroux
- Conception sonore : Sylvain Bellemare et Frédéric Cloutier
- Production : Christian Medawar
- Production exécutive : Yves Bisaillon et Colette Loumède
- Société de production : Office national du film du Canada
- Pays :  Canada
- Genre : Documentaire
- Durée : 80 minutes
- Dates de sortie : 
  -  Canada : 5 septembre 2008 (Festival international du film de Toronto)

## Distinctions
- Sélection officielle 2008 du Toronto International Film Festival
- Grand Prix Focus - Cinémathèque québécoise 2008 du meilleur long métrage canadien au Festival du nouveau cinéma de Montréal[2]
- Sélection officielle du 38e Festival international du film de Rotterdam
- Le film La Mémoire des anges a été désigné un des 10 meilleurs films canadiens de 2008 par le Toronto International Film Festival Group[3]. En effet, un panel national de réalisateurs, de journalistes, de programmateurs de festivals et de professionnels de l'industrie du cinéma canadienne a sélectionné leurs 10 meilleurs films, que la cinémathèque ontarienne a présentés du 30 janvier au 7 février 2009.
- Sélection officielle du 15e Rendez-vous du cinéma québécois et francophone de Vancouver (mars 2009)
- Finaliste aux FOCAL International Awards 2009 pour le prix de la meilleure utilisation des images dans une production long métrage
- Finaliste à la 11e Cérémonie des Jutra 2009 du meilleur documentaire
- Finaliste au Prix-AQCC du meilleur long métrage québécois 2008
- Festival du film de Sept-Îles (23 janvier au 1er février 2009)
- Festival international du film de Jeonju (30 avril – 8 mai 2009)